# Истините легенде
Истините легенде су трећа и по многим критичарима најзначајнија збирка приповедака српског књижевника и партизана герилца Јована Поповића, објављена 1944. године за издавачку кућу  Слободна Војводина. Књига је учинила Поповића једним од најутицајнијих комунистичких писаца, а приповетка Пинки је видео Тита је деценијама била део званичне лектире у школама у СФРЈ.

## Радња
Збирка прича је заснована на истинитим личностима које је Јован упознао током Народноослободилачке борбе народа Југославије, и мада је прилично политички обојена, као и већина партизанске и комунистичке прозе тог времена, представља добар увид у анегдоте и доживљаје герила бораца међу партизанима.
Мирјана, Гембеш и други је прва и најдужа прича у збирци, и приповеда Јованово скривање као илегалаца који је био у мађарском логору код разних јатака у Београду у току окупације, између осталог и код партизанке Мирјане и њене породице, и познанство и опис херојских акција младића који га је извео из главног града "Гамбеша" Марковића, као и његова погибија. Не наводи се право име Гамбеша, а постоји више народних хероја са тим презименом, вероватније је да није ниједан од њих, и да је био обичан борац. Гамбеш је, наводи се, спасио рањеног народног хероја Бору Марковића и зна се да је био део Посавског партизанског одреда.
Саксија пред Ђокиним вратима је о Ђорђу Јовановићу, књижевнику надреалисти који је убијен у сукобу са Љотићевцима. Његова мајка је пред врата стављала саксије да би упозорила да ли иду особе које су опасне.
Хари Шихтер је остао веран заклетви је о младом немачком војнику који је прешао партизанима и борио се на њиховој страни.
Пинки је видео Тита о куриру и народном хероју Бошку Палковљевићу Пинкију и његовом сусрету са Титом.
Бриле о Стевану Петровићу Брилету
Тоне и Драгица, о болничарки партизанки која наилази на свог отуђеног мужа међу војницима који умире од гангрене након ампутације ноге
Нада и Загорка о партизанки која присуствује убиству жене која је скривала од стране усташа
Нага Асја о девојки муслиманки из околине Радуша, која је након што је била силована од италијанских фашиста придружила партизанима
Троје с Прења о жени са дететом која у збегу среће свог мужа партизана Звонка, обе умиру
Командирово срце о групи бораца предвођени младим Мирком који се на једној прослави сећају бораца којих више нема, а чија је чета носила делове командировог срца залемљених у табакери. Каже се да је у питању био командир Симић, могуће да се ради о Сими Симићу
У књизи се поред Тита помињу и друге личности из НОБ-а Коча Поповић, Светозар Вукмановић Темпо, стварање Прве пролетерске дивизије, али и Дража Михаиловић (у негативном контексту)
Као и случају прве Поповићеве збирке приповедака Реда мора да буде, и овде је присутан еротизован опис младих мушкараца,  партизана и хероја, посебно Гамбаша, Мирка и немачког војника Харија, али и еротски опис младих партизанки, као и спомињање појма "партизански аскетизам", где се често наводи да су борци оба пола били морални и посвећени борби и да нису дозвољавали себи да мисле о сексу.